# Sillano Sillani
| Skulpturer föreställande Johannes av Matha och Felix av Valois på fasaden till San Carlo alle Quattro Fontane. |  | Skulpturer föreställande Johannes av Matha och Felix av Valois på fasaden till San Carlo alle Quattro Fontane. |
| Skulpturer föreställande Johannes av Matha och Felix av Valois på fasaden till San Carlo alle Quattro Fontane. |  | |

Sillano Sillani var en italiensk barockskulptör som var verksam under 1600-talets andra hälft. Han utförde 1682 skulpturerna föreställande de heliga Johannes av Matha och Felix av Valois på fasaden till San Carlo alle Quattro Fontane. Tillsammans med Lazzaro Morelli, Francesco Rondone och Francesco Antonio Fontana skulpterade han de åtta helgonstatyerna på attikan till Santa Maria in Montesanto vid Piazza del Popolo.

## Bilder

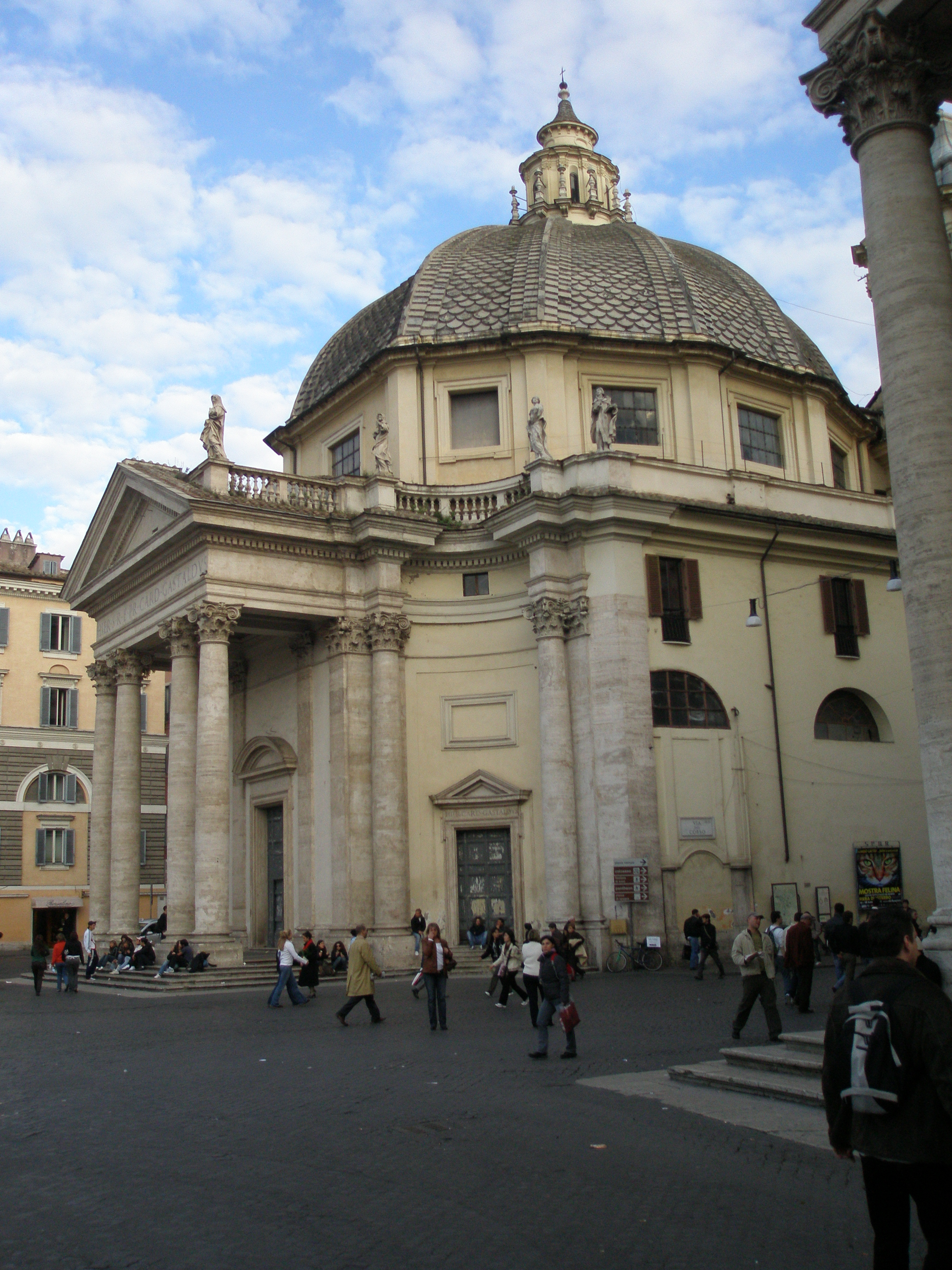
Santa Maria in Montesanto.